# 田灣 (選區)
田灣（英語：Tin Wan，代號：D13）曾是香港南區區議會下轄的選區，1999年設立，議席自2021年起懸空至2023年取消，懸空前的區議員為南區萬事屋及風雲計劃成員袁嘉蔚。

## 範圍
選區位於田灣，包括田灣邨、鴻福苑及周邉樓宇，東面連接香港仔選區，西面則連接置富選區，投票站設於聖公會田灣始南小學。

## 沿革
田灣選區可以追溯到1994年設立的香田選區。1982年至1991年間，包圍香港仔的田灣與石排灣一帶合為田灣及石排灣選區。
1993年港督彭定康推行政改方案改革區議會，取消所有委任議席及雙議席選區制度，全面實行單議席單票制，並改由選區分界及選舉事務委員會制定，區議會選區數目亦隨人口變動而大幅增加，由於田灣邨正值重建，人口減少，田灣、石排灣連同香港仔一帶由香港仔及海港單議席選區及田灣及石排灣雙議席選區，劃為香漁、香田及石排灣三個選區。由於田灣人口不足以獨立成區，故與香港仔西面部分範圍劃為香田選區。
1999年區議會選舉，因應重建後的田灣邨於1997年落成，原有香田選區以田灣為核心劃出本區，當時只有民主建港聯盟成員苗華振因服務由石排灣邨遷往重建後田灣邨的居民由石排灣轉區參選，故苗氏自動當選。
2003年區議會選舉，自由黨成員關萬有及競逐連任的苗華振對壘，最終苗華振以2,179票擊敗得1,659票的關萬有成功連任。選後苗被關揭發他在參選表格上，未有申報在參選前3年內曾經離開香港279天，被控違反《選舉管理委員會（選舉程序）（區議會）規例》。苗華振被判罰款500元，並根據區議會條例，喪失議員資格，觸發補選。
2004年11月補選有六名侯選人，包括莊銳、馮華興、前綫成員王學今、苗華振的議員助理陳富明、自由黨成員關萬有及陳柏泉。最終陳富明以1,423票，擊敗王學今（1,170票）、關萬有（1,165票）、馮華興（91票）、莊銳（87票）及陳柏泉（19票）當選。
其後2007年、2011年和2015年區議會選舉，陳富明在未有對手之下三次自動當選。
2019年區議會選舉，陳富明再度尋求連任，遇上南區萬事屋成員兼前香港眾志副主席袁嘉蔚挑戰。投票氣氛熾熱，票站投票率高達69.7%。最終袁氏獲得4,191票，即投票人數的62%，大比數擊敗得票只有2,602票（得票率38%）的陳氏，成功打破該區由建制派當選的局面。陳敗選的消息一出，現場人士舉起「陳已完」、「陳富明退休快樂」等字句。2021年5月21日，根據經修訂的《宣誓條例》，由於袁嘉蔚曾於2020年立法會換屆選舉中，被選舉主任裁定不符合有關擁護《基本法》、效忠特區的要求，因此喪失議員資格。
議席藉此一直懸空至2023年選舉改革被撤銷，與香港仔、華貴、華富南、華富北、薄扶林、置富及石漁選區合併為南區西北選區。

## 歷屆議員
| 屆別                   | 議員   | 政治聯繫 | 政治聯繫   |
| ---------------------- | ------ | -------- | ---------- |
| 2000年－2003年         | 苗華振 |          | 民建聯     |
| 2004年－2004年8月2日   | 苗華振 |          | 民建聯     |
| 2004年11月22日－2007年 | 陳富明 |          | 港島聯     |
| 2008年－2011年         | 陳富明 |          | 港島聯     |
| 2012年－2015年         | 陳富明 |          | 港島聯     |
| 2016年－2019年         | 陳富明 |          | 港島聯     |
| 2020年－2021年5月20日  | 袁嘉蔚 |          | 南區萬事屋 |
| 2021年5月21日－2023年  | 懸空   | 懸空     | 懸空       |

## 歷屆選舉結果
| 政党   | 政党                | 候选人    | 票数  | %     | ±      |
| ------ | ------------------- | --------- | ----- | ----- | ------ |
|        | 南區萬事屋/風雲計劃 | 1. 袁嘉蔚 | 4,191 | 61.70 | 不適用 |
|        | 香港島各界聯合會    | 2. 陳富明 | 2,602 | 38.30 | 不適用 |
| 多数票 | 多数票              | 多数票    | 1,589 | 23.39 | 不適用 |

| 政党   | 政党             | 候选人 | 票数     | %      | ±      |
| ------ | ---------------- | ------ | -------- | ------ | ------ |
|        | 香港島各界聯合會 | 陳富明 | 自動當選 | 不適用 | 不適用 |
| 多数票 | 多数票           | 多数票 | 不適用   | 不適用 | 不適用 |

| 政党   | 政党             | 候选人 | 票数     | %      | ±      |
| ------ | ---------------- | ------ | -------- | ------ | ------ |
|        | 香港島各界聯合會 | 陳富明 | 自動當選 | 不適用 | 不適用 |
| 多数票 | 多数票           | 多数票 | 不適用   | 不適用 | 不適用 |

| 政党   | 政党             | 候选人 | 票数     | %      | ±      |
| ------ | ---------------- | ------ | -------- | ------ | ------ |
|        | 香港島各界聯合會 | 陳富明 | 自動當選 | 不適用 | 不適用 |
| 多数票 | 多数票           | 多数票 | 不適用   | 不適用 | 不適用 |

| 政党   | 政党             | 候选人    | 票数  | %     | ±      |
| ------ | ---------------- | --------- | ----- | ----- | ------ |
|        | 無黨派           | 1. 莊銳   | 87    | 2.20  | 不適用 |
|        | 無黨派           | 2. 馮華興 | 91    | 2.30  | 不適用 |
|        | 前綫             | 3. 王學今 | 1,170 | 29.58 | 不適用 |
|        | 香港島各界聯合會 | 4. 陳富明 | 1,423 | 35.98 | 不適用 |
|        | 自由黨           | 5. 關萬有 | 1,165 | 29.46 | -13.96 |
|        | 無黨派           | 6. 陳柏泉 | 19    | 0.48  | 不適用 |
| 多数票 | 多数票           | 多数票    | 253   | 6.40  | 不適用 |

| 政党   | 政党   | 候选人    | 票数  | %     | ±      |
| ------ | ------ | --------- | ----- | ----- | ------ |
|        | 自由黨 | 1. 關萬有 | 1,659 | 43.23 | 不適用 |
|        | 民建聯 | 2. 苗華振 | 2,179 | 56.77 | 不適用 |
| 多数票 | 多数票 | 多数票    | 520   | 13.54 | 不適用 |

| 政党   | 政党   | 候选人 | 票数     | %      | ±      |
| ------ | ------ | ------ | -------- | ------ | ------ |
|        | 民建聯 | 苗華振 | 自動當選 | 不適用 | 新選區 |
| 多数票 | 多数票 | 多数票 | 新選區   | 新選區 | 新選區 |